# Aptostichus icenoglei
Espèce
Aptostichus icenoglei est une espèce d'araignées mygalomorphes de la famille des Euctenizidae.

## Distribution
Cette espèce se rencontre aux États-Unis en Californie dans les comtés de Los Angeles, de San Bernardino, d'Orange, de Riverside et de San Diego et au Mexique en Basse-Californie à Mexicali,.

## Étymologie
Cette espèce est nommée en l'honneur de Wendell R. Icenogle.

## Publication originale
- Bond, 2012 : Phylogenetic treatment and taxonomic revision of the trapdoor spider genus Aptostichus Simon (Araneae, Mygalomorphae, Euctenizidae). ZooKeys, no 252, p. 1-209 (texte intégral).